# ريتشارد لامب
ريتشارد لامب (بالإنجليزية: Richard Lamb)‏ ولد بتاريخ 26 ديسمبر 1907 في ملبورن، كان دراج أسترالي.

## وصلات خارجية
- الموقع الرسمي

## روابط خارجية
- ريتشارد لامب على موقع أرشيف الدراجات (الإنجليزية)
- ريتشارد لامب على موقع إحصائيات الدراجات الإحترافية (الإنجليزية)